# 薩莫拉市 (法爾孔州)
薩莫拉市（西班牙語：Municipio Zamora），是委內瑞拉的一個市，位於該國西北部法爾孔州，首府設於庫馬雷沃港，面積619平方公里，2001年人口30,214，人口密度每平方公里48.8人。
11°29′10″N 69°21′01″W / 11.4861°N 69.3503°W